# Julia Schmalbrock
Julia Schmalbrock (* 1981 in München) ist eine deutsche Schauspielerin und Hörspielsprecherin.

## Leben
Julia Schmalbrock studierte ab 2005 Schauspiel an der Zürcher Hochschule der Künste. Noch bevor sie 2010 ihren Abschluss machte, engagierte sie Lars-Ole Walburg zum Start seiner Intendanz 2009/10 an das Schauspiel Hannover, wo sie bis 2017 als festes Ensemblemitglied auf der Bühne stand. In Hannover arbeitete sie mehrfach mit den Regisseuren Florian Fiedler, Tom Kühnel und auch Lars-Ole Walburg zusammen. Weitere Zusammenarbeiten waren mit Heike M. Goetze, Christina Rast, Hasko Weber, Mina Salehpour und der Theatergruppe Rimini Protokoll.
Seit 2017 ist sie freischaffend tätig. Zur Spielzeit 2019/20 wirkte sie als Gast in der Schauburg München in der Inszenierung Corpus Delicti nach Juli Zeh in der Regie von Ulrike Günther mit.
Neben ihrer Tätigkeit auf der Bühne steht Schmalbrock auch vor der Kamera.
Schmalbrock lebt in München.

## Theater (Auswahl)
Diverse Theater
- 2008: Wiän ich miis Mami'n'Papi chalt gmacht han – oder – Porno für Anfänger, Regie: Andreas Kriegenburg, Theater der Künste, Zürich[5]
- 2019: Spiel’s noch einmal, Sam nach Woody Allen, Regie: Jens Kerbel, Theater Heilbronn[6]
- 2020: Corpus Delicti nach Juli Zeh, Schauburg München[2][3]

Schauspiel Hannover
- 2009: Der Kirschgarten von Anton Tschechow, Regie: Lars-Ole Walburg[7]
- 2010: Ein Volksfeind von Henrik Ibsen, Regie: Florian Fiedler[8]
- 2019: Der goldene Drache von Roland Schimmelpfennig, Regie: Lars-Ole Walburg[9]
- 2011: Pünktchen und Anton nach Erich Kästner, Regie: Christina Rast[10]
- 2013: Minna von Barnhelm von Gotthold Ephraim Lessing, Regie: Hasko Weber[11]
- 2014: Volksrepublik Volkswagen von Rimini Protokoll, Regie: Rimini Protokoll[12]
- 2015: Maß für Maß von William Shakespeare, Regie: Florian Fiedler[13]
- 2015: Was ihr wollt von William Shakespeare, Regie: Marius von Mayenburg[14]
- 2016: Richtfest von Lutz Hübner, Regie: Mina Salehpour[15]

## Filmografie (Auswahl)
- 2004: SOKO München (Fernsehserie, Folge: Edwards)[16]
- 2006: Helen, Fred und Ted (Fernsehfilm)[17]
- 2019: Um Himmels Willen (Fernsehserie, Folge: Doppelgängerin)[18]
- 2021: Die Rosenheim-Cops (Fernsehserie, Folge: Jeder will Mai)[19]
- 2022: Gesicht der Erinnerung (Fernsehfilm)[20]

## Auszeichnungen
- 2011: Weiter so! Förderpreis als beste Nachwuchsschauspielerin[21]